# Focillodes distorta
Focillodes distorta är en fjärilsart som beskrevs av W. Warren 1903. Focillodes distorta ingår i släktet Focillodes och familjen nattflyn. Inga underarter finns listade i Catalogue of Life.